# Henri Lévesque de Puiberneau
Pour les articles homonymes, voir Lévesque.
Henri Lévesque de Puiberneau est un homme politique français né le 2 janvier 1811 à Saint-Sornin (Vendée) et décédé le 13 février 1890 au château de Buchignon (Fougeré).

## Biographie
Propriétaire terrien, il est maire de Fougeré en 1845, conseiller général de 1848 à 1872 et président de la Société d'émulation de la Vendée. Il est député de la Vendée de 1871 à 1876 et de 1877 à 1878, siégeant à droite.

## Source
- « Henri Lévesque de Puiberneau », dans Adolphe Robert et Gaston Cougny, Dictionnaire des parlementaires français, Edgar Bourloton, 1889-1891 [détail de l’édition]